# Feliks Łabuński
Feliks Roderyk Łabuński (ur. 27 grudnia 1892 w Ksawerynowie, zm. 28 kwietnia 1979 w Cincinnati) – polski pianista i kompozytor.

## Życiorys
Brat Wiktora. Podstaw gry na fortepianie uczył się jako dziecko w domu rodzinnym, następnie w latach 1902–1909 był uczniem Rocha Hilla w Moskwie. Od 1911 do 1915 roku studiował architekturę na politechnice w Petersburgu, przerwał jednak studia z powodu powołania do wojska. Zachęcony przez Aleksandra Głazunowa zaczął komponować. W latach 1921–1922 uczył się u Lucjana Marczewskiego w Zakopanem, następnie od 1922 do 1924 roku kształcił się pod kierunkiem Witolda Maliszewskiego w Warszawskim Konserwatorium Muzycznym. W 1924 roku wyjechał do Paryża, gdzie początkowo był uczniem Georges’a Migota (muzykologia), a od 1926 roku studiował u Nadii Boulanger (kontrapunkt i kompozycja) i Paula Dukasa (orkiestracja) w École normale de musique. W 1927 roku poznał Ignacego Jana Paderewskiego, dzięki wstawiennictwu którego otrzymał rok później stypendium. Był współzałożycielem powołanego w 1927 roku w Paryżu Stowarzyszenia Młodych Muzyków Polaków i pełnił kolejno funkcję jego sekretarza (1927–1929), wiceprzewodniczącego (1929–1930) oraz przewodniczącego (1930–1933). Po powrocie do Polski pracował w latach 1934–1936 jako redaktor działu muzyki poważnej w Polskim Radiu.
W 1936 roku wyemigrował do Stanów Zjednoczonych, w 1941 roku uzyskał obywatelstwo amerykańskie. Działał na rzecz popularyzacji wiedzy o muzyce polskiej, publikował artykuły w „Modern Music” i „Musical America”, przygotowywał też audycje tematyczne dla rozgłośni CBS i NBC. Od 1940 do 1941 roku był wykładowcą kontrapunktu i kompozycji w Marymount College w Tarrytown. W latach 1941–1944 pełnił funkcję dyrektora amerykańskiego oddziału Międzynarodowego Towarzystwa Muzyki Współczesnej. Od 1945 do 1964 roku był wykładowcą kompozycji w konserwatorium w Cincinnati. W 1977 roku otrzymał nagrodę American Society of Composers, Authors and Publishers.
Od 1933 roku był żonaty z amerykańską rzeźbiarką Dorotheą Boit-Giersach.

## Twórczość
Muzyka Łabuńskiego osadzona jest w tradycji romantycznej, z elementami neoklasycyzmu. Dostrzegalne są w niej wpływy muzyki Hindemitha, Strawinskiego, Rachmaninowa i Falli. W swojej twórczości dokonał syntezy myślenia harmonicznego i kontrapunktycznego, stosował skale dźwiękowe oparte na elementach polskiego folkloru muzycznego i skalach kościelnych. Dzieło muzyczne pojmował całościowo, przykładając wagę do jego formy.

## Wybrane kompozycje
(na podstawie materiałów źródłowych)

### Utwory orkiestrowe
- 2 symfonie (I 1937, II 1954)
- Danse fantastique (1926)
- Triptyque champêtre (1931)
- Suita na orkiestrę smyczkową (1938)
- In Memoriam (1941)
- Variations (1947)
- Elegy (1955)
- Xaveriana na 2 fortepiany i orkiestrę (1956)
- Symphonic Dialogues (1961)
- Canto di aspirazione (1963)
- Polish Renaissance Suite (1967)
- Salut à Paris (1968)
- Music na fortepian i orkiestrę (1968)
- Primavera (1974)

### Utwory kameralne
- 2 kwartety smyczkowe (I 1935, II 1962)
- Divertimento na flet i fortepian (1936)
- 3 Bagatelles na kwintet dęty blaszany (1955)
- Divertimento na flet, obój, klarnet i fagot (1956)
- Diptych na obój i fortepian (1958)
- Intrada festiva na instrumenty dęte blaszane (1968)

### Utwory wokalno-instrumentalne
- Kantata polska (1932)
- Ptaki na sopran i orkiestrę (1934)
- Songs without Words na sopran i smyczki (1946)
- kantata There Is No Death na chór i orkiestrę (1950)
- kantata Images of Youth (1956)
- Msza na głosy dyszkantowe, chór i organy (1957)

### Balet
- God’s Man (1937)